# Gerbi
L'amazic de Gerba, chelha de Gerba o gerbi (en amazic de Gerba: eddwi jjerbi), anomenat també tamazight, és una llengua amaziga del grup de les llengües zenetes orientals parlada a l'illa de Gerba, a Tunísia.

## Classificació
L'amazic de Gerba o gerbi pertany al grup oriental de les llengües zenetes a la qual també pertanyen altres parlars amazics de Tunísia o de zones properes, com el zuwara parlat a la vila de Zuwarah, a Líbia.

## Repartiment geogràfic
A finals del segle xix, l'amazic semblava ben establert i parlat a l'illa. Es podia connectar amb facilitat el dialecte de Gerba amb altres zones del Magrib de parla amaziga, com suggereixen les obres d'Adolphe de Calassanti Motylinski o les de René Basset.
Tanmateix, va ser en aquest moment quan va començar el primer declivi estatuari de l'amazic, a Gerba i, més generalment, a tot el Magrib. Diferents factors expliquen aquest procés, tal com ha assenyalat moltes vegades el sociolingüista francès Francis Manzano. La reflexió inclou tant el francès com l'àrab. També va més enllà de Tunísia, suggerint una reflexió d'escala magribina.
D'una banda, el francès ha arribat cada vegada més a les poblacions rurals des de finals del segle xix i principis del segle xx. Això va concernir molts homes de Gerba, que estaven en contacte directe amb els engranatges de parla francesa a través del treball i sobretot del comerç, una activitat important dels nombrosos emigrants de Gerba, Cabilia (Algèria) i Souss (Marroc). D'altra banda, l'educació colonial, combinada amb les noves necessitats administratives, afectava cada cop més els joves de l'illa. La conscripció (cada vegada més important, amb les dues guerres mundials que havien de seguir), també va afavorir l'aprenentatge del francès per part dels homes. Per tant, aquesta llengua va començar a jugar el paper d'una nova koiné en un moment en què el Magrib depenia de la França metropolitana i de l'imperi colonial francès.
Al segle xix, la influència de l'àrab dialectal es limitava a les àrees geogràfiques de contacte entre les zones amazigues rurals i les zones més urbanitzades, amb una població creixent de parla àrab. És, paradoxalment, la colonització de Algèria i els protectorats francesos a Tunísia i Marroc el que va oferir a la llengua àrab nous canals de difusió i de penetració dins del domini amazic. A més, la qualitat de llengua escrita àrab, indubtable, va afavorir la seva difusió. De fet, la lluita anticolonial va requerir l'ús d'una llengua escrita oposable al francès, cosa impossible per a la llengua amaziga, almenys en aquella època. El fet que l'àrab estigui estretament associat amb el culte musulmà també va ser un factor de progrés per aquesta llengua, ja que va convertir l'àrab en la llengua principal de la resposta identitària dintre les elits regionals. Tots aquests fets, acumulats i amplificats, van debilitar progressivament l'amazic i preparar el paisatge sociolingüístic actual.
D'aquest procés sociolingüístic bastant complex, en resulta que l'amazic de Gerba, durant el segle xx, ha quedat reduït a sis localitats al sud i est de l'illa:
- Guellala (amb forta presència amaziga)
- Cedriane
- Mahboubine
- Sedouikech
- El May (amb una forta reculada de l'amazic en el segle XX)
- Ajim (amb una forta reculada de l'amazic en el segle XX)

A causa de la manca d'estadístiques de la llengua i de la política d'arabització dels règims de Habib Bourguiba i després de Zine El Abidine Ben Ali, la informació més recent sobre els dialectes amazics de Tunísia i el seu estat actual són imprecises.
Nogensmenys, estem informats sobre les realitats parlades de l'illa durant la primera meitat del segle xx, pels treballs generals de René Stablo, i sobretot els del dialectòleg André Basset. Tanmateix cal esperar el final de la dècada de 1960 perquè diferents lingüistes i sociolingüistes tornin a recuperar els comentaris sobre les pràctiques lingüístiques de l'amazic o chelha de Gerba. Tota la documentació posa de manifest una llengua poc correlacionada amb una consciència positiva d'identitat col·lectiva. En la majoria dels casos, és clarament un llenguatge minoritzat i estigmatitzat, mai recolzat per les institucions o la cultura general de l'Estat.

## Aspectes geodiacrònics
Francis Manzano va procedir a una interpretació del paisatge sociolingüístic de l'illa. La reflexió es basava sobre una enquesta del principi de la dècada de 1990. Els darrers parlants de l'amazic (en realitat, tots ja bi- o trilingües) es trobaven a les zones de Guellalla, Sedouikech, Srandi i Khenansa, al centre i al sud de l'illa, però en proporcions molt variables. Més al nord: o be no hi havia cap parlants d'amazic (Houmt Souk, Midoun), o be eren rars, d'edat molt avançada, i no trobaven socis per expressar-se en la llengua materna (Mahboubine), situació realment terminal. Com a llengua ordinària de l'espai públic, l'amazic semblava també haver desaparegut al sector d'El May i probablement a Ajim, dues zones on havia estat documentat uns quants anys abans.
En un mapatge sintètic, l'autor va mostrar com s'havia produït la retracció de l'amazic des de les obres d'André Basset i René Stablo. Una arabització produïda des del nord de l'illa (1930-1940: Houmt Souk, Midoun) havia contornat el centre-sud de l'illa des de la dècada 1960. De tal manera que el 1990 només romania un nucli fort del sud, centrat sobre Guellalla, però sovint reduït o caricaturat com un argot dels terrissaires d'aquest municipi.

## Aspectes sociolingüístics
Aquesta disminució geogràfica va ser acompanyada per una restricció generacional de l'amazic, destacada regularment pels informants. Es diu que els més joves només en coneixen fragments o que ignoren totalment la llengua. L'escolarització tunisiana, molt eficaç en àrab i francès, sembla una font important de la disminució observada, puix que tendeix a separar els joves del seu passat potencial amazic, rebutjant aquesta llengua a poc a poc. L'obertura internacional de l'illa (turisme) és un altre factor important, ja que condueix a devaluar econòmicament els locutors en l'intercanvi de llengües. Aquests processos no han estat contrarestat per cap moviment cultural patrimonial amazic en els anys noranta. En aquest context, es jutja que és millor aprendre l'anglès, l'alemany o l'italià, llengües que pareixen tenir un alt valor econòmic i professional en el àmbit nacional i internacional.
També, el factor religiós és important. Un informant al nord-est de l'illa, entrevistat el 1990, quan el moviment amazic algerià era molt virulent, no pot entendre el «refús de parlar àrab, molt sorprenent i desagradable en un país musulmà».
Els estudis passats, com els més recents, ens mostren com l'amazic de Gerba és un llenguatge de la intimitat i de la família, o del grup estret, reservat o confinat a la memòria col·lectiva, més i més críptic. Es un llenguatge dominat de fa molt de temps, que s'ha retirat espontàniament de l'escena pública per escapar de les diferents pressions sociolingüístiques esmentades.

## Característiques tipològiques i lèxiques
No es disposa d'estudis extensos sobre les realitats parlades de l'amazic de Gerba. No obstant això, la mateixa investigació permet establir que en una mostra lèxica de cent paraules bàsiques declarades «amazigues» a Guellala, tres quartes parts ho són realment, com argaz (‘home’), aɣrum (‘pa’) o anzar (‘pluja’): són paraules ben distingides dels seus equivalents àrabs i que presenten regularment una estructura fonològica típicament amazic, tipus adu (‘vent’), amb un fonema fricatiu interdental molt audible [aḏu]. Tanmateix, aproximadament el quart restant de les paraules prové de l'àrab, com alɛafit (<ar. Ɛāfja), o (ǝ)lkes (<ar. kạ̄s). Això pareix indicar una forta penetració àrab en el sistema amazic, com ja va observar Ridwan Collins en el seu estudi de l'amazic de Tamezret. També, podem notar que moltes d'aquestes paraules vingudes de l'àrab aglutinen l'article i el lexema. Segons Penchoen o Boukous, aquesta incapacitat per a integrar correctament la paraula àrab en el sistema amazic podria ser una prova de pressió sociolingüística forta i antiga.

## Aspectes fonològics i fonètics
Pel consonantisme, els parlars amazics de Gerba ofereixen una configuració intermediària entre les tendències aspirants observades en Algèria (notablement en cabilenc i chaoui), i els dialectes del Marroc o del Sàhara, on les oclusives es conserven (taixelhit, tamashek). Es pot observar a Gerba un fenomen que ocorre també en hebreu (anomenat begadkefat en aquesta llengua). Ací, en efecte, les oclusives es tornen fricatives (o aspirants) quan van precedides d'una vocal, però no muten a l'inici de mot o després d'una consonant.
Pel que fa al vocalisme, es diferencia de la majoria de les altres varietats de l'amazic del nord, que generalment tenen tres fonemes vocals cardinals: /i/ - /a/ - /u/. De fet, /ə/ pot tenir valor fonològic, almenys en determinats contextos. Com a resultat, a Gerba, igual que pel tamasheq, els temes de l'aorist i les arrels assolides anomenades «vocalisme zero» són diferents (tot i que coincideixen en la majoria dels altres dialectes amazics).
Per exemple, per a əxdəm (‘treballar’, manllevat de l'àrab), el tema d'aorist és /xdm/ (purament consonàntic), mentre que les formes conjugades es realitzen mitjançant síl·labes que contenen /ə/, de posició canviant segons el context ([ta yəxdəm ] ‘ell treballarà’, però [ta xədməɣ] ‘treballaré’); el tema d'aorist és / xdəm /, i conté el fonema /ə/, de posició fixa a través del paradigma ([yəxdəm] ‘ell va treballar’, [xdəməɣ] ‘jo vaig treballar’).

## Característiques etno-toponímiques
La toponímia és un excel·lent indicador de les arrels ètniques d'una regió, però no tenim estudis complets sobre la toponímia de Gerba, tot i que el lingüista Vermondo Brugnatelli ha dut a terme enquestes i estudis parcials sobre la toponímia de Gerba. Al capdavall, l'obra d'Arthur Pellegrin (1949) proporciona diverses informacions directes o indirectes sobre l'illa. El llibre d'Evelyne Ben Jaafar (1985), tot i que comenta diversos ètims líbics, no tracta específicament la toponímia amaziga de Tunísia. Una obra antiga però molt útil és, en definitiva, la d'Émile Laoust (1942), un model antic però adaptat per abordar la toponímia amaziga del Magrib. Sobre aquests punts, l'arqueologia regional també ens aporta diversos elements concordants que apunten a la continuïtat del líbic a l'amazic. Les marques onomàstiques amazigues apareixen especialment en sectors on la llengua local sembla haver aguantat millor amb el pas del temps. Així, a Guellala, una mesquita s'anomena Tamazguida, una designació amaziga comuna per a un lloc de culte a diverses parts del Magrib.

Les estructures amazigues visibles poden ser noms de ciutats i pobles, microtopònims o fins i tot etnònims (noms de tribus). Això es va establir prèviament per a Sedouikech i Sedriyan. Ibn Khaldoun especifica sobre aquest tema: 
«Els habitants [de Gerba] pertanyen a la raça berber i formen part de la tribu Ketama. De fet, hi ha, encara avui, Sedouîkîch i Sadghîan, pobles d'origen ketàmic […] D'antuvi, els habitants de Gerba professaven el kharigisme i, fins i tot, avui en dia, s'hi troben dues branques d'aquesta secta herètica.»
Un altre exemple és el del topònim El May, que prové de aṯ-Alemmay, una fracció de la mateixa tribu dels Sedouikech o Sedouîkîch.
Diferents formacions toponímiques amazigues de l'illa tenen equivalents al Magrib, com Taourirt (‘petit turó’), a la regió d'Houmt Souk, tipus molt comú al Marroc i Algèria (d'aourir, ‘turó’), o Tamast, a Sedouikech, també present a Algèria i al Marroc sota variants gràfiques com Tamest. En aquests topònims apareix l'esquema morfològic discontinu: {t – t}, formador regular de femenins o diminutius (sobre el model aserḏun ‘mul’, ṯaserḏunṯ ‘mula’, afus ‘mà’, ṯafust ‘mà petita’). Diversos altres topònims reprodueixen aquesta estructura, com Tafertast (Sedouikech) o Tianest (Ouallagh). El fons amazic deixa pocs dubtes en sèries que no sempre són intel·ligibles immediatament, en absència d'enquestes toponímiques de terreny: Aghir, Taguermess, Temlel (Midoun), Tarhdimess (Ouallagh), Tghala (Sedouikech), etc. Segons Vermondo Brugnatelli, topònims com Taguermes(s) o Tarhdimess il·lustren una llei de transformació fonètica a final de mot: *-st > -ss > -s. Això permet restaurar topònims més característics de l'amazic i amb l'estructura esmentada anteriorment: Taguermes < *Taguermest, i Tarhdimess < *Tarhdimest.
Es pot trobar una toponímia d'origen amazic més al nord (Ghizen, Tajdit), o cap a l'oest, on ja no es parla amazic. És el cas d'Agga, a prop de Mellita. Aquí s'obre un espai lingüístic de contacte amb altres llengües de l'Antiguitat a Tunísia. El topònim Mellita, igual que els seus equivalents nord-africans, des del Marroc fins a Líbia (inclosa Mellita, a les Illes Kerkennah), podria estar vinculat amb una arrel amaziga (amellall o amellul, ‘blanc’, ‘blanca’), però també amb una arrel púnica *MLT, també testificada en el nom de l'illa de Malta. Aquests contactes entre els antecedents libico-amazics i les aportacions cartagineses (semítiques) són molt plausibles i es documenten amb freqüència. Un dels problemes encontrats, però, és la precisió de les atestacions. La importància dels vestigis púnics (i romans) i la qualitat dels materials recollits ens permeten albirar una illa que ha estat oberta des de fa temps a les influències marítimes, econòmiques i culturals de fora (i, per aquest motiu, acollidora de les diferents influències toponímiques): grega, hel·lenística, púnica i llatina. Per exemple, un illot a prop d'Ajim rep el nom de Taɣlisya, amaziguització del llatí ecclesia (‘església’), tipus toponímic freqüent al nord d'Àfrica. Això és il·lustrat a més pel lloc de Tala (o Henchir Tala), que no deixa d'evocar el nom amazic de la «font» o del «punt d'aigua» (tala o thala), car sabem que el lloc sembla haver subministrat aigua a la regió veïna de Meninx, constituint la sortida d'un aqüeducte cap a la ciutat costanera.
Per acabar, el contacte toponímic entre amazic i àrab és extremadament freqüent per tot el Magrib. També ho podem veure a Gerba. Per exemple, a Ras Taguermess (Midoun) o Oued Amghar (Sedouikech) es poden observar un apel·latiu toponímic àrab recurrent (ras per ‘promontori’, oued per ‘riu’) afegit a una paraula amaziga anterior.
També és freqüent que els llocs es denominin dues vegades en amazic i àrab. Aquest fenomen, molt negatiu a nivell sociolingüístic (perquè prepara una substitució toponímica), es troba regularment al Magrib i també a Gerba; per exemple, en el cas ja esmentat de Taɣlisya, en àrab s'anomena Guettâya Guebliya, o en el cas d'un illot veí, anomenat Tawsiẖt en amazic, i Guettâyet el Bahariya en àrab.

## De la regressió a la mort de la llengua
Les llengües del nord d’Àfrica no són només llengües superposades de manera aleatòria al llarg dels segles. Les llengües, aquí, constitueixen un edifici sistèmic pregonament estable, descrit per Francis Manzano com un "sistema tripolar", on cada llengua afegida ocupa automàticament una posició relativa dins d'un dels tres "pols" observats. Les llengües hamito-semítiques (cf. berber), indo-europees (cf. llatí, francès, espanyol, italià) i semítiques (cf. cartaginès o púnic, àrab) han compartit constantment el mercat lingüístic des de l'Antiguitat, cosa que demostra àmpliament que el Magrib es troba en una línia de discrepància entre el domini lingüístic hamito-semític i les llengües romàniques. Des d'aquest punt de vista, però, Tunísia es distingeix pel fet que el "pol" berber del sistema és molt més fràgil allà que a Algèria o al Marroc, de manera que avancem cap a un paisatge sociolingüístic bipolar, que seria una gran novetat per a tot el Magrib. Com va observar l'autor moltes vegades, per exemple el 1996, o més tard, el 2011, en aquest país, l’àrab i el francès pareixen ara (o molt aviat) en una confrontació “cara a cara”, mentre el berber és minimitzat / ignorat, de diferents maneres. Jacques Leclerc fa observacions del mateix tipus en la web que dirigeix en la Universitat Laval de Quebec.
Els diversos estudis realitzats des de finals del segle xix revelen un descens constant tant en termes numèrics com en termes d’estatus sociolingüístic. Ens falten estudis demolingüístics, de manera que és difícil estimar el nombre real de parlants del amazic que hi queden; però probablement estem al a prop d’uns quants milers, gairebé tots concentrats al sud-est de l’illa, mitjançant pràctiques parcials, més sovint discretes, fins i tot críptiques, de la llengua materna.
Sembla sobretot que les condicions per a la sostenibilitat d’aquesta llengua ja no es compleixen, en una illa que és un dels llocs més famosos del turisme mediterrani a finals del segle XX i principis del segle XXI. Les famílies dividides, restringides per l’inevitable obertura a l'exterior d’una illa inicialment molt rural, són poderosament atretes per l’àrab, la llengua nacional exclusiva d’un país proper al monolingüisme total de parla àrab. En aquest context, la devaluació de l'amazic es veu reforçada per una feble consciència patrimonial entre la majoria dels berbers. En aquest sentit, observem l'evident manca d’una elit local de parla berber, sobretot a nivell universitari o administratiu, que distingeix Tunísia del Marroc i de Algèria, on aquestes elits han existit i varen operar des de fa diverses dècades. No existeix cap ensenyament previst del amazic i l’Estat encara no sembla actuar a favor d’una llengua i identitats locals que, tanmateix, formen part d’un patrimoni col·lectiu tunisià venerable. De la mateixa manera, el moviment internacional de suport a les llengües i identitats en perill d’extinció (tipus UNESCO) no sembla que tingui una influència directa sobre Tunísia.
El més probable, ara, és que la retirada contínua acabi amb la desaparició del amazic regional. Tindríem ací una il·lustració del tema més general de la "mort de les llengües", tema que s'ha reflectit durant molt de temps a Tunísia i Djerba per la celebració consensuada d'una identitat "berber", però ara (o al molt curt termini) sense el propi berber.